# Bokin (département)
Pour les articles homonymes, voir Bokin.
Cet article concerne le département et la commune rurale. Pour le village chef-lieu, voir Bokin (Bokin).
Bokin (aussi fréquemment appelé Téma-Bokin) est un département et une commune rurale de la province du Passoré, situé dans la région du Nord au Burkina Faso.

## Géographie

### Démographie
- En 2006, le département comptait 54 544 habitants recensés[1].

## Administration

### Toponymie
Le nom de Téma-Bokin (formé par juxtaposition des noms de deux de ses villages) est fréquemment utilisé par l’administration et les médias, pour désigner le département et la commune de Bokin.

### Villages
Le département et la commune rurale de Bokin est administrativement composé de quarante villages, dont le village chef-lieu homonyme (données de population consolidées en 2012 issues du recensement général de 2006) :
- Badogo (1 022 habitants)
- Bokin (8 357 habitants)
- Booré (1 587 habitants)
- Dakoré (543 habitants)
- Dakouli (858 habitants)
- Goèra (443 habitants)
- Gombré (910 habitants)
- Gorki (1 355 habitants)
- Guimba (1 605 habitants)
- Guipa (923 habitants)
- Imiougou (424 habitants)
- Kiétogo (1 545 habitants)
- Koankin (885 habitants)
- Kondin (807 habitants)
- Kontélé (873 habitants)
- Koullou (1 821 habitants)
- Koulwéogo (1 742 habitants)
- Koupéla-Peulh (70 habitants)
- Langué-Peulh (424 habitants)
- Lélesgo (258 habitants)
- Macéono (1 760 habitants)
- Nahana (355 habitants)
- Niangla (1 480 habitants)
- Nioneégré (518 habitants)
- Poédogo (826 habitants)
- Pépin (2 317 habitants)
- Pofona (1 965 habitants)
- Rana (482 habitants)
- Riga (414 habitants)
- Sarma (2 583 habitants)
- Séguédin (3 503 habitants)
- Sitoèga (976 habitants)
- Tanghin (1 995 habitants)
- Tanwéfo (791 habitants)
- Tegsagbo (1 568 habitants)
- Téma (968 habitants)
- Tengand-Tanga (865 habitants)
- Tibin (1 024 habitants)
- Yaké (3 117 habitants)
- Zougloum-Tonsgo (585 habitants)